# Манукянц, Михаил Сергеевич
Михаил Сергеевич Манукянц (арм. Միխայիլ Սերգեյի Մանուկյանց; 2 мая 1909, Баку, Бакинская губерния, Российская империя — 24 апреля 1968, Баку, Азербайджанская ССР, СССР) — советский хозяйственный, государственный и партийный деятель.

## Биография
Родился в 1909 году. Член ВКП(б) с 1928 года.
С 1934 года — на хозяйственной, общественной и политической работе. В 1934—1964 гг. — токарь-фрезеровщик, секретарь парткома завода "Бакинский рабочий", студент Коммунистического университета трудящихся Востока, 1-й секретарь Областного комитета КП(б) Азербайджана Нагорно-Карабахской автономной области, участник Великой Отечественной войны, военный комиссар 46-й стрелковой дивизии, начальник политотдела тыла 61-й армии, начальник политотдела 356-й стрелковой дивизии, начальник Штаба, заместитель начальника Управления советской военной администрации земли Тюрингия, 1-й секретарь Областного комитета КП(б) Азербайджана Нагорно-Карабахской автономной области, заместитель министра местной промышленности Азербайджанской ССР, директор ремонтного завода, начальник цеха, главный механик Бакинского тракторного завода, директор Мингечаурского завода дорожного машиностроения.
Избирался депутатом Верховного Совета СССР 1-го созыва.
Умер в Баку в 1968 году.